# Нортон, Гейл Энн
Гейл Энн Нортон (англ. Gale Ann Norton; род. 11 марта 1954 года) — американский политический и государственный деятель; министр внутренних дел США (в период 31 января 2001 года — 31 марта 2006 года).

## Биография
Родилась в городе Уичито (Канзас). Окончила Университет Денвера в 1975 году с присуждённым званием доктора юриспруденции. В конце 1970-х годов она входила в Либертарианскую партию США. Она в разводе со своим первым мужем Хародлом Эверит Ридом, из-за его не традиционной сексуальной ориентации. Сейчас замужем за Джоном Хьюджем. В 1996 году баллотировалась в сенаторы Конгресса от республиканской партии (Колорадо), но проиграла Уэйну Алларду, он выиграл с перевесом в 14 % голосов. В период 31 января 2001 года — 31 марта 2006 года занимала пост министра внутренних дел США. Она стала 1-й женщиной, занимающей данный пост. В 2006 году подала в отставку в пользу губернатора Айдахо Дирка Кемпторна.